# Памятники истории и культуры Наурзумского района
Памятники истории и культуры местного значения Наурзумского района — отдельные постройки, здания и сооружения, некрополи, произведения монументального искусства, памятники археологии, включенные в Государственный список памятников истории и культуры местного значения Костанайской области. Списки памятников истории и культуры местного значения утверждаются исполнительным органом региона по представлению уполномоченного органа по охране и использованию историко-культурного наследия.
В Государственном списке памятников истории и культуры местного значения в редакции постановления акимата Костанайской области от 31 марта 2020 года числились 73 наименований.

## Список памятников
| Номер в списке | Название                                                            | Изображение | Годы постройки                                | Место нахождения                                                                   | Вид памятника                        |
| -------------- | ------------------------------------------------------------------- | ----------- | --------------------------------------------- | ---------------------------------------------------------------------------------- | ------------------------------------ |
| 838            | Памятник Герою Социалистического Труда Николаю Григорьевичу Козлову |             | 1977 год                                      | село Буревестник                                                                   | сооружение монументального искусства |
| 839            | Курганная группа Акбулак I                                          |             | ранний железный век – средневековье           | 39 километров к северо-востоку от села Буревестник 51°18′22″ с. ш. 63°50′25″ в. д. | археология                           |
| 840            | Одиночный курган Акбулак II                                         |             | средневековье                                 | 38 километров к северо-западу от села Буревестник 51°18′26″ с. ш. 63°44′42″ в. д.  | археология                           |
| 841            | Одиночный курган Ащыбутак I                                         |             | ранний железный век – средневековье           | 36 километров к юго- западу от села Буревестник 50°54′03″ с. ш. 63°11′57″ в. д.    | археология                           |
| 842            | Курганная группа Ащыбутак II                                        |             | ранний железный век – средневековье           | 36 километров к юго-западу от села Буревестник 50°53′58″ с. ш. 63°12′02″ в. д.     | археология                           |
| 843            | Курганная группа Ащыбутак III                                       |             | ранний железный век – средневековье           | 41 километр к юго-западу от села Буревестник 50°50′56″ с. ш. 63°09′56″ в. д.       | археология                           |
| 844            | Курган "с усами" Ащыбутак IV                                        |             | ранний железный век                           | 41 километр к юго-западу от села Буревестник 50°51′19″ с. ш. 63°09′41″ в. д.       | археология                           |
| 845            | Курган "с усами" Ащыбутак V                                         |             | ранний железный век                           | 41 километр к юго-западу от села Буревестник 50°51′25″ с. ш. 63°09′08″ в. д.       | археология                           |
| 846            | Одиночный курган Ащыбутак VI                                        |             | ранний железный век – средневековье           | 42 километра к юго-западу от села Буревестник 50°50′57″ с. ш. 63°09′04″ в. д.      | археология                           |
| 847            | Могильник Ащыбутак VII                                              |             | эпоха гунно-сарматского времени (II – V века) | 42 километра к юго-западу от села Буревестник 50°50′56″ с. ш. 63°08′54″ в. д.      | археология                           |
| 848            | Могильник Ащыбутак VIII                                             |             | эпоха гунно-сарматского времени (II – V века) | 43 километра к юго-западу от села Буревестник 50°50′44″ с. ш. 63°08′47″ в. д.      | археология                           |
| 849            | Одиночный курган Ащыбутак IX                                        |             | ранний железный век – средневековье           | 43 километра к юго-западу от села Буревестник 50°51′22″ с. ш. 63°07′50″ в. д.      | археология                           |
| 850            | Одиночный курган Ащыбутак X                                         |             | ранний железный век – средневековье           | 41 километр к юго-западу от села Буревестник 50°51′45″ с. ш. 63°08′41″ в. д.       | археология                           |
| 851            | Одиночный курган Ащыбутак XI                                        |             | ранний железный век – средневековье           | 41 километр к юго-западу от села Буревестник 50°51′49″ с. ш. 63°08′51″ в. д.       | археология                           |
| 852            | Курганная группа Ащыбутак XII                                       |             | ранний железный век – средневековье           | 40 километров к юго-западу от села Буревестник 50°52′19″ с. ш. 63°09′42″ в. д.     | археология                           |
| 853            | Одиночный курган Сокырколь I                                        |             | ранний железный век – средневековье           | 28 километров к северо-западу от села Буревестник 51°17′01″ с. ш. 63°19′16″ в. д.  | археология                           |
| 854            | Одиночный курган Сокырколь II                                       |             | ранний железный век – средневековье           | 29 километров к северо-западу от села Буревестник 51°16′25″ с. ш. 63°17′04″ в. д.  | археология                           |
| 855            | Курганная группа Сокырколь III                                      |             | ранний железный век – средневековье           | 33 километра к северо-западу от села Буревестник 51°16′33″ с. ш. 63°12′09″ в. д.   | археология                           |
| 856            | Одиночный курган Сокырколь IV                                       |             | ранний железный век – средневековье           | 36 километров к северо-западу от села Буревестник 51°17′08″ с. ш. 63°10′09″ в. д.  | археология                           |
| 857            | Курганная группа Сокырколь V                                        |             | ранний железный век – средневековье           | 37 километров к северо-западу от села Буревестник 51°18′20″ с. ш. 63°10′08″ в. д.  | археология                           |
| 858            | Курганная группа Сокырколь VI                                       |             | ранний железный век – средневековье           | 38 километров к северо-западу от села Буревестник 51°20′42″ с. ш. 63°12′07″ в. д.  | археология                           |
| 859            | Могильник Дамды I                                                   |             | эпоха гунно-сарматского времени (II – V века) | 3 километра к юго-западу от села Дамды 51°11′39″ с. ш. 64°59′05″ в. д.             | археология                           |
| 860            | Курганная группа Дамды II                                           |             | ранний железный век                           | 6 километров к северо-востоку от села Дамды 51°13′24″ с. ш. 65°06′30″ в. д.        | археология                           |
| 861            | Одиночный курган Дамды III                                          |             | ранний железный век – средневековье           | 2 километра к северо-востоку от села Дамды 51°13′37″ с. ш. 65°02′14″ в. д.         | археология                           |
| 862            | Одиночный курган Терисбутак I                                       |             | ранний железный век – средневековье           | 24,5 километра к северо-западу от села Дамды 51°24′25″ с. ш. 64°52′19″ в. д.       | археология                           |
| 863            | Одиночный курган Данабике I                                         |             | ранний железный век                           | 5 километров к северо-востоку от села Караменды 51°41′39″ с. ш. 64°15′42″ в. д.    | археология                           |
| 864            | Одиночный курган Данабике II                                        |             | ранний железный век                           | 5 километров к северо-востоку от села Караменды 51°41′49″ с. ш. 64°15′23″ в. д.    | археология                           |
| 865            | Одиночный курган Данабике III                                       |             | ранний железный век                           | 5 километров к северу от села Караменды 51°42′00″ с. ш. 64°14′45″ в. д.            | археология                           |
| 866            | Одиночный курган Данабике IV                                        |             | ранний железный век                           | 9 километров к северо-востоку от села Караменды 51°42′14″ с. ш. 64°20′09″ в. д.    | археология                           |
| 867            | Одиночный курган Данабике V                                         |             | ранний железный век                           | 10 километров к северо-востоку от села Караменды 51°42′26″ с. ш. 64°20′42″ в. д.   | археология                           |
| 868            | Одиночный курган Данабике VI                                        |             | ранний железный век                           | 10 километров к северо-востоку от села Караменды 51°42′38″ с. ш. 64°21′00″ в. д.   | археология                           |
| 869            | Одиночный курган Данабике VII                                       |             | ранний железный век                           | 9 километров к северо-востоку от села Караменды 51°42′09″ с. ш. 64°19′54″ в. д.    | археология                           |
| 870            | Одиночный курган Данабике VIII                                      |             | ранний железный век                           | 10 километров к северо-востоку от села Караменды 51°42′53″ с. ш. 64°20′45″ в. д.   | археология                           |
| 871            | Одиночный курган Данабике IX                                        |             | ранний железный век                           | 11 километров к северо-востоку от села Караменды 51°43′20″ с. ш. 64°20′31″ в. д.   | археология                           |
| 872            | Одиночный курган Данабике X                                         |             | ранний железный век                           | 12 километров к северу от села Караменды 51°46′08″ с. ш. 64°12′29″ в. д.           | археология                           |
| 873            | Курганная группа Данабике XI                                        |             | ранний железный век – средневековье           | 15 километров к северу от села Караменды 51°47′28″ с. ш. 64°13′58″ в. д.           | археология                           |
| 874            | Одиночный курган Данабике XII                                       |             | ранний железный век                           | 17 километров к северо-востоку от села Караменды 51°48′19″ с. ш. 64°18′37″ в. д.   | археология                           |
| 875            | Курганная группа Данабике XIII                                      |             | ранний железный век – средневековье           | 14 километров к северу от села Караменды 51°47′08″ с. ш. 64°16′06″ в. д.           | археология                           |
| 876            | Одиночный курган Данабике XIV                                       |             | ранний железный век                           | 9 километров к юго-востоку от села Караменды 51°41′42″ с. ш. 64°20′54″ в. д.       | археология                           |
| 877            | Могильник Данабике XV                                               |             | ранний железный век – средневековье           | 11 километров к северо-востоку от села Караменды 51°42′49″ с. ш. 64°21′13″ в. д.   | археология                           |
| 878            | Одиночный курган Данабике XVI                                       |             | ранний железный век                           | 6 километров к северо-востоку от села Караменды 51°42′23″ с. ш. 64°16′03″ в. д.    | археология                           |
| 879            | Курганная группа Данабике XVII                                      |             | ранний железный век – средневековье           | 5 километров к северо-востоку от села Караменды 51°42′14″ с. ш. 64°16′16″ в. д.    | археология                           |
| 880            | Одиночный курган Данабике XVIII                                     |             | ранний железный век                           | 11 километров к северо-западу от села Караменды 51°44′46″ с. ш. 64°09′03″ в. д.    | археология                           |
| 881            | Курганная группа Нурман                                             |             | ранний железный век – средневековье           | 3 километра к юго-западу от села Раздольное 51°26′51″ с. ш. 63°08′32″ в. д.        | археология                           |
| 882            | Одиночный курган Уленды I                                           |             | ранний железный век – средневековье           | 8 километров к востоку от села Уленды 51°33′03″ с. ш. 63°48′30″ в. д.              | археология                           |
| 883            | Могильник Аксуат                                                    |             | эпоха бронзы                                  | 27 километров к северо-западу от села Кожа 51°30′25″ с. ш. 64°30′40″ в. д.         | археология                           |
| 884            | Могильник Атчергат                                                  |             | ранний железный век – средневековье           | 6 километров к юго-западу от села Шили 51°38′35″ с. ш. 64°42′58″ в. д.             | археология                           |
| 885            | Одиночный курган Кожа I                                             |             | ранний железный век – средневековье           | 6 километров к юго-западу от села Кожа 51°18′27″ с. ш. 64°41′13″ в. д.             | археология                           |
| 886            | Укрепленное сооружение Кожа II                                      |             | средневековье                                 | 6 километров к юго-западу от села Кожа 51°18′47″ с. ш. 64°41′04″ в. д.             | археология                           |
| 887            | Одиночный курган Шили I                                             |             | ранний железный век – средневековье           | 2 километра к юго-востоку от села Шили 51°34′59″ с. ш. 64°46′24″ в. д.             | археология                           |
| 888            | Одиночный курган Шили II                                            |             | ранний железный век – средневековье           | 2 километра к юго-востоку от села Шили 51°34′54″ с. ш. 64°45′52″ в. д.             | археология                           |
| 889            | Одиночный курган Шили III                                           |             | ранний железный век – средневековье           | 2 километра к юго-востоку от села Шили 51°34′25″ с. ш. 64°45′09″ в. д.             | археология                           |
| 890            | Одиночный курган Шили IV                                            |             | ранний железный век – средневековье           | 6 километров к северу от села Шили 51°38′34″ с. ш. 64°44′11″ в. д.                 | археология                           |
| 891            | Одиночный курган Шили V                                             |             | ранний железный век – средневековье           | 3 километра к западу от села Шили 51°35′18″ с. ш. 64°42′01″ в. д.                  | археология                           |
| 892            | Одиночный курган Шили VI                                            |             | ранний железный век – средневековье           | 3 километра к западу от села Шили 51°35′35″ с. ш. 64°41′59″ в. д.                  | археология                           |
| 893            | Геоглиф линия Шили                                                  |             | ранний железный век                           | 4 километра к юго-западу от села Шили 51°34′36″ с. ш. 64°41′34″ в. д.              | археология                           |
| 894            | Поселение Маркасай VI                                               |             | эпоха бронзы                                  | 24 километра к северу от села Шолаксай 51°58′51″ с. ш. 64°46′04″ в. д.             | археология                           |
| 895            | Стоянка Маркасай VII                                                |             | эпоха бронзы                                  | 24,5 километра к северу от села Шолаксай 51°59′08″ с. ш. 64°47′45″ в. д.           | археология                           |
| 896            | Стоянка Маркасай VIII                                               |             | эпоха бронзы                                  | 24,5 километра к северу от села Шолаксай 51°59′02″ с. ш. 64°47′17″ в. д.           | археология                           |
| 897            | Одиночный курган Теректи I                                          |             | ранний железный век – средневековье           | 24 километра к северу от села Шолаксай 51°58′48″ с. ш. 64°46′39″ в. д.             | археология                           |
| 898            | Курганная группа Теректи II                                         |             | ранний железный век                           | 23 километра к северу от села Шолаксай 51°58′09″ с. ш. 64°49′39″ в. д.             | археология                           |
| 899            | Одиночный курган Шолаксай I                                         |             | ранний железный век – средневековье           | 1,5 километра к юго-западу от села Шолаксай 51°45′32″ с. ш. 64°45′33″ в. д.        | археология                           |
| 900            | Курганная группа Шолаксай II                                        |             | ранний железный век – средневековье           | 7,5 километра к северу от села Шолаксай 51°49′43″ с. ш. 64°45′13″ в. д.            | археология                           |
| 901            | Одиночный курган Шолаксай III                                       |             | ранний железный век – средневековье           | 7,5 километра к северу от села Шолаксай 51°49′46″ с. ш. 64°45′26″ в. д.            | археология                           |
| 902            | Курганная группа Шолаксай IV                                        |             | ранний железный век – средневековье           | 9 километров к северу от села Шолаксай 51°50′28″ с. ш. 64°45′09″ в. д.             | археология                           |
| 903            | Одиночный курган Шолаксай V                                         |             | ранний железный век – средневековье           | 6,5 километра к северо-западу от села Шолаксай 51°47′40″ с. ш. 64°42′15″ в. д.     | археология                           |
| 904            | Курганная группа Шолаксай VI                                        |             | ранний железный век – средневековье           | 9 километров к северу от села Шолаксай 51°50′52″ с. ш. 64°48′15″ в. д.             | археология                           |
| 905            | Одиночный курган Шолаксай VII                                       |             | ранний железный век – средневековье           | 8,5 километра к северу от села Шолаксай 51°50′20″ с. ш. 64°45′09″ в. д.            | археология                           |
| 906            | Одиночный курган Шолаксай VIII                                      |             | ранний железный век – средневековье           | 6 километров к юго-востоку от села Шолаксай 51°44′01″ с. ш. 64°51′08″ в. д.        | археология                           |
| 907            | Одиночный курган Шолаксай IX                                        |             | ранний железный век – средневековье           | у восточной окраины села Шолаксай 51°46′28″ с. ш. 64°47′29″ в. д.                  | археология                           |
| 908            | Курганная группа Шолаксай Х                                         |             | ранний железный век – средневековье           | 4 километра к северо-востоку от села Шолаксай 51°47′44″ с. ш. 64°49′06″ в. д.      | археология                           |
| 909            | Курганная группа Шолаксай ХI                                        |             | ранний железный век – средневековье           | 4 километра к северо-востоку от села Шолаксай 51°47′28″ с. ш. 64°49′09″ в. д.      | археология                           |
| 910            | Одиночный курган Шолаксай XII                                       |             | ранний железный век – средневековье           | 7 километров к северо-западу от села Шолаксай 51°47′08″ с. ш. 64°41′23″ в. д.      | археология                           |